# NGC 2726
NGC 2726 is een spiraalvormig sterrenstelsel in het sterrenbeeld Grote Beer. Het hemelobject werd op 19 maart 1790 ontdekt door de Duits-Britse astronoom William Herschel.

## Synoniemen
- UGC 4750
- MCG 10-13-54
- ZWG 288.18
- IRAS09010+6007
- PGC 25498